# Drumkeen
Drumkeen är en ort i republiken Irland.   Den ligger i provinsen Ulster, i den norra delen av landet, 200 km nordväst om huvudstaden Dublin. Drumkeen ligger 116 meter över havet och antalet invånare är 151.
Terrängen runt Drumkeen är platt åt sydost, men åt nordväst är den kuperad. Runt Drumkeen är det ganska glesbefolkat, med 47 invånare per kvadratkilometer. Närmaste större samhälle är Letterkenny, 9,3 km norr om Drumkeen. Trakten runt Drumkeen består i huvudsak av gräsmarker.